# 百顷镇
百顷镇，是中华人民共和国四川省绵阳市三台县曾经下辖的一个镇。2019年12月，撤销百顷镇，将其所属行政区域划归北坝镇管辖。

## 行政区划
百顷镇撤销前下辖以下地区：
场镇社区、芙蓉村、泽河村、黄龙村、土联村、山青村、水文村、体泉村、桐桥村、百园村和文峰村。